# 장연중학교
장연중학교는 충청북도 괴산군 장연면 오가리에 있었던 공립 중학교이다.

## 학교 연혁
- 1971년 3월 9일 : 개교
- 2013년 2월 28일 : 폐교 및 인근 학교와 기숙형 중학교 괴산오성중학교로 통합[1], 42년만에 폐업

## 폐교 이후
폐교 이후, 괴산군이 유기농엑스포의 성공적인 개최와 지역경제 활성화를 위해 옛 장연중학교를 임대해 2013년 5월 '발효아카데미 괴산센터'를 개원했다.